# Salamandre à nez court
Ambystoma texanum
Espèce
Synonymes
- Salamandra texana Matthes, 1855
- Amblystoma microstomum Cope, 1861
- Ambystoma schmidti Taylor, 1939 "1938"

Statut de conservation UICN

 LC  : Préoccupation mineure
Ambystoma texanum, la Salamandre à nez court, , est une espèce d'urodèles de la famille des Ambystomatidae.

## Répartition
Cette espèce  se rencontre :
- dans le sud-est de l'Ontario au Canada ;
- dans le centre-Est des États-Unis au Michigan, en Ohio, en Indiana, en Illinois, dans le sud de l'Iowa, dans le sud-est du Nebraska, dans l'est du Kansas, au Missouri, dans l'ouest du Kentucky, au Tennessee, en Alabama, au Mississippi, en Arkansas, en Louisiane, dans l'est de l'Oklahoma et dans l'Est du Texas.

## Description
la femelle est bleu-gris et le mâle est noir avec des taches grises. Elles mesurent environ 15 cm.

## Taxinomie
Ambystoma nothagenes est un hybride Ambystoma laterale x Ambystoma texanum.

## Publication originale
- Matthes, 1855 : Die Hemibatrachier im Allgemeinen und die Hemibatrachier von Nord-Amerika im Speciellen. Allgemeine Deutsche Naturhistorische Zeitung, Neue Serie, vol. 1, p. 249-280 (texte intégral).